# Heinrich Schuh
Heinrich Schuh (* 18. September 1873 in Interlaken; † 5. Mai 1955 in Küsnacht) war ein Schweizer Elektrotechniker und Mitbegründer der Sprecher & Schuh AG in Aarau.

## Biografie
Nach dem Technikum in Winterthur arbeitete er zunächst in Oerlikon und Basel und begann dann bei der Messinstrumentefirma Dr. Paul Meyer AG  in Berlin. 1900 kehrte er in die Schweiz zurück und wurde bei der Elektrizitätsgesellschaft Alioth Chef der Apparateabteilung.
1902 holte Carl Sprecher (1868–1938) ihn als Teilhaber in seine Firma, die dann Sprecher, Fretz & Co. hiess, und im folgenden Jahr, nach Hans Fretz’ (1868–1941) Austritt Sprecher & Schuh AG. Er verfügte über einen ausgeprägten Formensinn und machte aus den unbeholfenen Geräten funktionstüchtige und gefällige Schaltapparate. Schuh erkannte früh die Bedeutung der Serienfanbrikation im industriellen Betrieb. 1914 zog sich Sprecher aus der Geschäftsleitung zurück. Nach den Anstrengungen des Ersten Weltkriegs zog auch Schuh sich 1919 aus dem Geschäft zurück. Seit 1994 heisst die Firma Swisslog Holding AG. Eine spätere Beteiligung an einer kleinen Maschinenfabrik verlief enttäuschend.
Schuh hatte ein ausgeprägtes Interesse an Kunst und beteiligte sich vorübergehend an Unternehmungen auf dem Gebiet der Fotografie und der Optik. Schuh war mit Karl Scheuer befreundet und war seit 1896 mit der aus Berlingen stammende Frida, geborene Kern († 1954) verheiratet.